# Кольцов Кирило Анатолійович
Кирило Анатолійович Кольцов (рос. Кирилл Анатольевич Кольцов; 1 лютого 1983, м. Челябінськ, СРСР) — російський хокеїст, захисник. Виступає за «Салават Юлаєв» (Уфа) у Континентальній хокейній лізі. Майстер спорту міжнародного класу.
Вихованець хокейної школи «Трактор» (Челябінськ). Виступав за «Авангард» (Омськ), «Манітоба Мус» (АХЛ), «Салават Юлаєв» (Уфа), СКА (Санкт-Петербург).
У складі національної збірної Росії учасник чемпіонату світу 2006 (6 матчів, 0+0). У складі молодіжної збірної Росії учасник чемпіонату світу 2003. У складі юніорської збірної Росії учасник чемпіонату світу 2001.
Досягнення
- Чемпіон Росії (2008)
- Володар Кубка Гагаріна (2011).